# Hériménil
Hériménil ist eine französische Gemeinde mit 903 Einwohnern (Stand: 1. Januar 2022) im Département Meurthe-et-Moselle in der Region Grand Est (bis 2015 Lothringen). Die Gemeinde gehört zum Arrondissement Lunéville und zum Kanton Lunéville-2. 

## Geographie
Hériménil liegt im Tal der Meurthe, vier Kilometer südlich von Lunéville. Umgeben wird Hériménil von den Nachbargemeinden Lunéville im Norden, Moncel-lès-Lunéville im Nordosten und Osten, Fraimbois im Südosten und Süden, Gerbéviller im Süden und Südwesten, Xermaménil im Südwesten und Westen sowie Rehainviller im Westen und Nordwesten.

## Bevölkerungsentwicklung
| Jahr                       | 1962 | 1968 | 1975 | 1982 | 1990 | 1999 | 2006 | 2019 |
| Einwohner                  | 331  | 363  | 358  | 530  | 750  | 812  | 862  | 955  |
| Quellen: Cassini und INSEE |      |      |      |      |      |      |      |      |

## Sehenswürdigkeiten
- Kirche Saint-Laurent, 1918 wieder errichtet

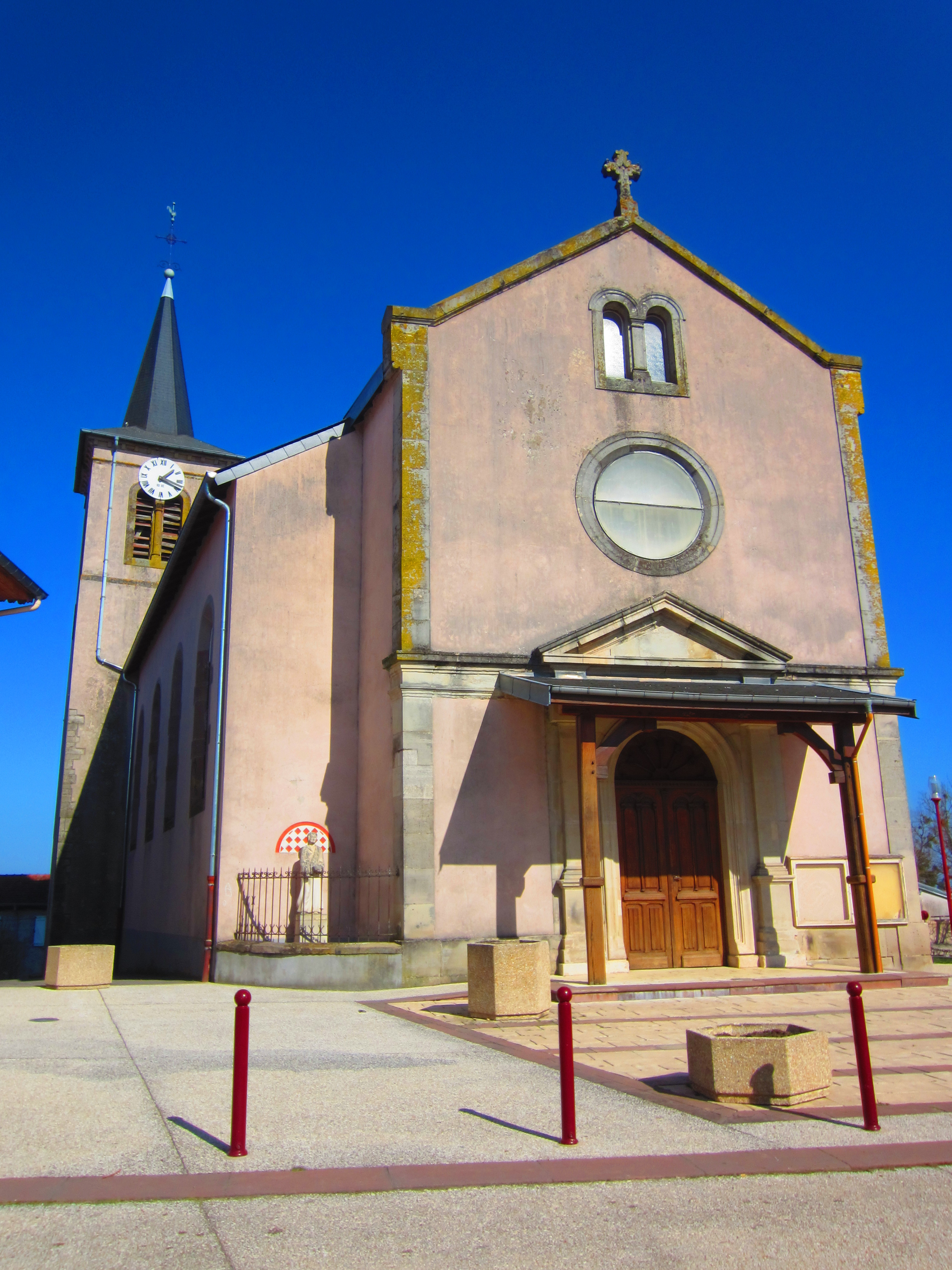
Kirche Saint-Laurent

- Schloss Le Fréhaut